# 대무신왕
대무신왕(大武神王, 4년 ~ 44년 10월)은 고구려의 제3대 국왕(재위 : 18년 10월 ~ 44년 10월)이다. 대주류왕(大朱留王) 또는 대해주류왕(大解朱留王)이라고도 한다. 휘는 무휼(無恤)이고, 동명성왕의 손자이자 제2대 국왕인 유리명왕의 셋째 아들이다. 동부여와의 전쟁에서 대소왕을 죽이고 동부여를 복속시켰다.
삼국사기와 삼국유사에 의하면 태조왕은 그의 조카가 되나, 광개토왕릉비 비문 내용에 의하면 광개토왕은 그의 11세손이라 한다.

## 생애

### 즉위 이전
대무신왕 고무휼은 유리명왕의 셋째 아들로 다물후 송양의 딸인 유리명국왕 후궁 송씨의 소생이다. 유리명왕은 6명의 아들이 있었으나, 첫째인 도절(都切)은 이미 요절하였고, 둘째 해명은 황룡국(黃龍國)왕이 선물한 활을 부러뜨린 일로 자살하였으며, 유리명왕이 특히 아끼던 여진 왕자 역시 요절하였다. 그리하여 유리왕은 탐탁치 않았으나, 그가 갑자기 죽어 셋째인 무휼이 왕위를 이어받았고 총명한 탓에 보위 등극하자마자 친정을 하였다.
삼국사기나 삼국유사에 의하면 대무신왕의 동생 고추대가 재사의 아들 궁이 대무신왕의 아들 모본왕을 대신하여 왕으로 추대되었다 한다. 그러나 후한서의 기록대로 한다면 태조대왕은 대무신왕의 후손이 된다. 광개토대왕릉비에도 광개토대왕이 주몽-유류왕(유리명왕)-대주류왕을 이어 17대손이라 하여 광개토대왕의 직계 조상이라 기록했다. 역사가 신채호는 태조대왕을 대무신왕의 3대손으로 보았다.
그는 태어나면서부터 총명하고 지혜로웠으며, 장성하여서는 호걸의 풍모에 큰 지략이 있었다고 전한다. 서기 9년에 부여왕 대소가 고구려를 침략하겠다고 위협하자 당시 왕자였던 무휼은 부여 사신에게 부여의 내부 사정부터 잘 다스리라 충고하였다. 또한 13년 음력 11월에 부여가 침공하자 무휼은 군사를 이끌고 나아가 매복작전을 펼쳐 부여군을 크게 격파하였다. 14년에는 태자로 책봉되어 국정을 맡아 보았으며, 18년 음력 10월에 유리명왕의 뒤를 이어 왕위에 올랐다.

### 동부여와의 전쟁
서기 20년 음력 10월, 부여의 대소왕은 대무신왕에게 몸은 둘인데 머리는 하나인 붉은 까마귀를 보내며 사신을 통해 “까마귀는 검은 법인데 이제 빛이 변하여 붉게 되었고, 또한 머리는 하나인데 몸이 둘이니, 이는 두 나라가 병합될 징조이다.”라고 전하며 선전포고를 하였다. 이에 대무신왕은 “검은색은 북방의 색인데, 이제 변하여 남방의 색이 되었다. 또한 붉은 까마귀는 상서로운 것으로 그대가 이것을 얻었으나 가지지 못하고 내게 보냈으니 양국의 존망은 알 길이 없도다.”라며 까마귀에 대한 해석을 달리하여 대소왕에게 전하였다. 대소왕은 이 말을 전해 듣고 놀라며 후회하였다. 서기 21년 음력 12월 대무신왕은 부여 정벌을 감행하여, 22년 음력 2월 고구려 장수 괴유가 대소왕을 죽였으나 부여군에게 포위 당한 끝에 후퇴하였다. 대소왕을 잃은 부여는 분열되어 대소의 동생은 압록곡 부근에 갈사부여를 세웠으며 음력 7월에는 대소왕의 사촌동생이 부여 백성 1만 여 명을 데리고 고구려에 귀순하였다.

### 한나라와의 전쟁
26년 음력 10월 개마국을 공격하여 복속시켰고, 음력 12월에는 구다국이 항복하였다. 또한 을두지(乙豆智), 송옥구(松屋句) 등을 등용하여 내치를 다졌다.
28년 음력 7월에 한나라의 요동 태수가 군사를 이끌고 고구려를 침략하였다. 이에 고구려군은 을두지의 진언을 따라 위나암성에서 수십 일 동안 농성하였다. 한나라군이 포위를 풀지 않자 을두지가 계책을 내기를 위나암성이 암석의 땅으로 물이 없을 것이라 여기고 물이 고갈되기를 기다리고 있는 모양이니 연못에서 잉어를 잡아 적장에게 보내도록 하였다. 그러자 적장은 성 안에 물이 있으니 단시일에 점령하는 것이 어렵다고 판단하여 퇴각하였다.

### 재위 후반

#### 낙랑 정벌
32년에는 낙랑국을 공격하여 정복하였다. 낙랑 정벌에 앞서 왕자 호동이 옥저에 사냥을 나갔다가 낙랑왕 최리(崔理)와 만나 사위가 되었다. 호동은 귀국한 후 최리의 딸에게 은밀히 서신을 보내 낙랑의 고각(鼓角)을 부수도록 하였고 이후 낙랑국을 기습하여 항복을 받아냈다. 일설에는 대무신왕이 낙랑을 멸하기 위해 호동을 최리의 딸과 정략혼인시키고, 그녀를 본국으로 돌려보내 북과 뿔피리를 파괴하게 하였다고도 한다.
이 낙랑 정벌 기록은 현재까지 많은 논란의 대상이 되고 있다. 낙랑을 한사군(漢四郡)으로 보는 시각이 있으나 중국 측 기록에 따르면 이 시기에 고구려가 낙랑을 정복한 기록이 없으며 낙랑왕 최리의 존재 역시 찾을 수 없는 문제점이 있다. 한편 낙랑국과 낙랑군이 병존하였던 정치체로서 낙랑군에 소속된 여러 국읍(國邑) 가운데 하나였다는 시각, 호동이 옥저로 사냥을 나갔던 기록에 주목하여 낙랑국을 옥저 일대의 부족 국가로 비정하는 시각도 있다.
37년에도 낙랑을 정벌하여 병합한 기사가 있는데, 이를 32년 낙랑 정벌의 연장선으로 보기도 하며, 독립적인 기록으로 판단하여 고구려가 한사군 가운데 하나인 낙랑군을 정벌한 것으로 보기도 한다. 그러나 44년에 후한의 광무제가 다시 낙랑을 정복하여 살수(薩水) 이남을 한나라 영토로 하였다고 한다. 그러나 중국 측 기록에 따르면 광무제가 낙랑을 회복하였던 것은 30년의 일로, 이 시기에는 군사 활동이 없었다. 일부 학자들은 이 기록이 오기(誤記)이며 살수가 실질적인 경계선으로 확정되었던 사건을 기록한 것으로 보고 있다. 멸망한 낙랑의 유민 5000명은 신라로 투항하였다.

#### 만년
32년 음력 11월에 왕자 호동이 대무신왕의 첫째 왕후의 모략에 빠져 어머니를 간통했다는 누명을 받았으며, 결백을 증명하기 위해 자살하였다. 음력 12월에는 해우(解憂)를 세워 태자로 삼았다. 이해에 후한에 사신을 보내 조공하여 광무제로부터 왕호를 인정받았다.
44년 음력 10월 대무신왕은 향년 40세의 나이에 사망하였다.

## 가계
- 조부 : 동명성왕(東明聖王, 58~19 재위:37~19)
- 조모 : 예왕후(禮氏夫人)
- 부왕 : 유리명왕(瑠璃明王, 38~18년 재위:19~18)
- 모후 : 왕비 송씨(王妃 松氏, ? ~17)
  - 형 : 도절(都切, ? ~1) 태자(太子)
  - 형 : 해명(解明, 12~9) 태자(太子)
  - 동생 : 여진(如津, ? ~18)
  - 동생 : 해색주(解色朱, ? ~48) 민중왕으로 즉위하였다.
  - 동생 : 재사(再思)[9] - 태조대왕의 아버지이다.
    - 조카 : 태조대왕(太祖大王, 47~165 재위:53~146)

  - 왕비 : 원비
    - 아들 : 모본왕(慕本王, ? ~53, 재위:48~53)
      - 손자 : 고익(高翊)

  - 왕비 : 해씨 부인(解氏) - 갈사부여 갈사왕의 손녀
    - 아들 : 호동(好童, ? ~32) - 낙랑공주와의 사랑이야기가 전해진다. 원비의 모함으로 자살한다.
    - 맏며느리 : 낙랑공주(樂浪公主, ? ~32년)
    - 처남 : 도두왕(都頭王)

## 대중 문화속에 나타나는 대무신왕
- 《바람의 나라》 (KBS, 2008년~2009년, 배우:송일국, 최원홍)
- 《자명고》 (SBS, 2009년~2009년, 배우:문성근)

## 같이 보기
- 유리명왕
- 대소왕
- 태조왕
- 해씨부인
- 호동왕자
- 백제
  - 온조왕 (기원전 18년~서기 29년)
  - 다루왕 (29년~77년)
- 가야
  - 김수로왕 (42년?~199년)
- 신라
  - 남해 차차웅 (4년~24년)
  - 유리 이사금 (24년~57년)
- 왜
  - 스이닌 천황 (기원전 29년~70년)
- 신
  - 왕망 (8년~23년)
- 후한
  - 한 광무제 (25년~57년)